# Gonna Sing You My Lovesong
"Gonna Sing You My Lovesong" (originalmente "I’m Gonna Sing You A Lovesong" ) é uma canção gravada pelo grupo pop sueco ABBA lançada no álbum Waterloo em 1974.
"Gonna Sing You My Lovesong", juntamente com "King Kong Song", foram as últimas músicas gravadas para o álbum, gravação essa, que ocorreu, provavelmente, em dezembro de 1973. A canção foi escrita originalmente por Benny Andersson e Björn Ulvaeus.